# Vänta efter Herren
Vänta efter Herren är en psalm av Friedrich Räder från 1848. Den översattes år 1900 av Anna Ölander (1861-1939). Melodi från 1921 av Otto Olsson. Texten handlar om trons väntan på Gud i tider av nöd. 
För 1986 års psalmbok gjorde Per Harling 1980 en friare omdiktning av Räders text, som har titelraden Vila i din väntan och fick nummer 205, vilket innebär att den således finns med i den ekumeniska delen av den svenska psalmboken. Den används ofta som psalm under retreater.

## Publicerad i
- Nya psalmer 1921 som nr 602, (utan översättare angiven), under rubriken "Det Kristliga Troslivet: Troslivet hos den enskilda människan: Trons prövning under frestelser och lidanden".
- Sionstoner 1935 som nr 417 under rubriken "Nådens ordning: Trosliv och helgelse".
- 1937 års psalmbok som nr 376 under rubriken "Trons prövning under frestelser och lidanden".
- 1986 års psalmbok som nr 205 med titelraden "Vila i din väntan", under rubriken "Stillhet - meditation".